# Eois undulosaria
Eois undulosaria là một loài bướm đêm trong họ Geometridae.